# Капела Фазани (Верона)
Капела Фазани је насеље у Италији у округу Верона, региону Венето.
Према процени из 2011. у насељу је живело 90 становника. Насеље се налази на надморској висини од 859 м.